# Helgeseter
Helgeseter, Monasterium sanctæ sedis, var ett kloster vid Nidaros (nuvarande Trondheim) för reguljärkaniker.
Klostret antas ha grundlats under slutet av 1100-talet och upplöstes 1546. De ursprungliga byggnaderna brändes 1240, när klostret sattes i brand för att tvinga ut hertig Skule Bårdsson. 
Helgeseter kloster styrdes av en prior och stod i nära samband med ärkebiskopen och domkapitlet i Nidaros.